# Grymeus yanga
Pour les articles homonymes, voir Yanga.
Espèce
Grymeus yanga est une espèce d'araignées aranéomorphes de la famille des Oonopidae.

## Distribution
Cette espèce est endémique d'Australie. Elle se rencontre au Victoria et en Nouvelle-Galles du Sud.

## Description
Les mâles mesurent de 1,63 à 1,86 mm et les femelles de 1,80 à 2,00 mm.

## Étymologie
Cette espèce est nommée en référence au lieu de sa découverte, le lac Yanga.

## Publication originale
- Harvey, 1987 : Grymeus, a new genus of pouched oonopid spider from Australia (Chelicerata: Araneae). Memoirs of the Museum of Victoria, vol. 48, no 2, p. 123-130 (texte intégral).